# Amtsgericht Meerholz

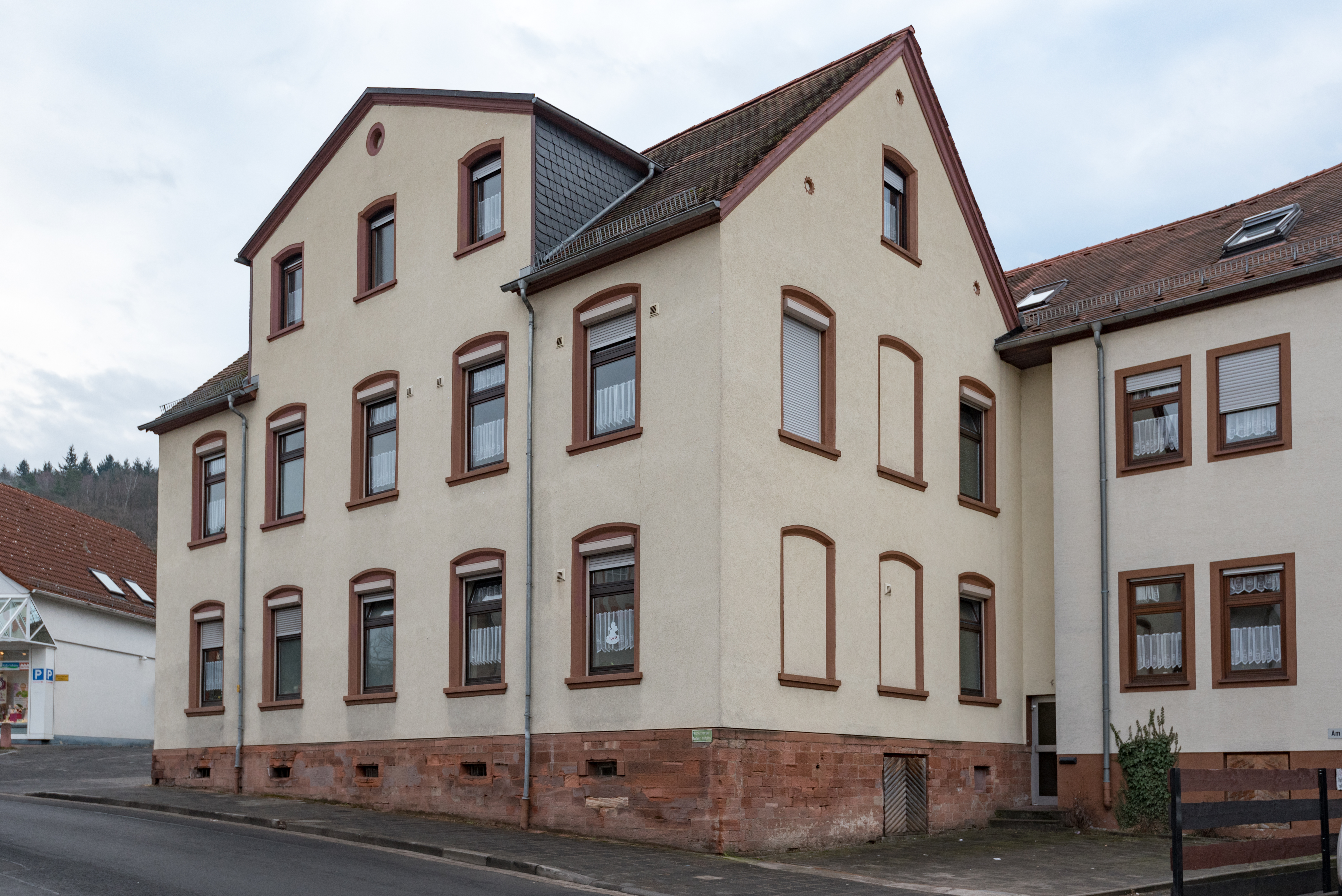
Ehem. Amtsgerichtsgebäude (2017)

Das Amtsgericht Meerholz war ein preußisches Amtsgericht mit Sitz in Meerholz.

## Vorgeschichte
In Kurhessen erfolgte 1821 die Trennung der Rechtsprechung von der Verwaltung und für die Rechtsprechung wurden Justizämter, darunter das Justizamt Meerholz, eingerichtet. Es war dem Obergericht für die Provinz Hanau zugeordnet.

## Geschichte
Mit der Annexion Kurhessens durch Preußen 1866 wurden in der neuen Provinz Hessen-Nassau Amtsgerichte eingerichtet. Das Justizamt Meerholz wurde entsprechend in das Amtsgericht Meerholz umgewandelt. Es war dem Kreisgericht Hanau zugeordnet. Mit der Einführung der Reichsjustizgesetze entstanden 1879 reichsweit einheitlich Amtsgerichte. Das Amtsgericht Meerholz behielt damit seinen Namen und erhielt die neuen Funktionen. Es war nun eines der 22 Amtsgerichte im Bezirk des Landgerichtes Hanau. Am Gericht bestand eine Richterstelle. Es war damit ein kleines Amtsgericht im Landgerichtsbezirk. Sein Gerichtsbezirk umfasste aus dem Kreis Gelnhausen die Gemeindebezirke Altenmittlau, Bernbach, Gondsroth, Hailer, Horbach, Meerholz, Neuenhaßlau, Neuses, Niedermittlau und Somborn und die Gutsbezirke Hüttelngesäß, Trages und Oberförsterei Wolfgang.
In der Weltwirtschaftskrise wurden 60 Amtsgerichte als Folge von Sparverordnungen aufgehoben. Mit der Verordnung über die Aufhebung von Amtsgerichten vom 30. Juli 1932 wurde das Amtsgericht Meerholz zum 1. Oktober 1932 aufgehoben und sein Sprengel dem Amtsgericht Gelnhausen zugeordnet.

## Gebäude
Das Amtsgericht nutzte das 1850 erbaute Amtsgerichtsgebäude (Hanauer Landstraße 23). Das ehemalige Amtsgericht steht heute als Kulturdenkmal unter Denkmalschutz.